# Szaszaki Kódzsi
Szaszaki Kódzsi (1936. január 30. –) japán válogatott labdarúgó.

## Nemzeti válogatott
A japán válogatottban 14 mérkőzést játszott, melyeken 1 gólt szerzett.

## Statisztika
| Japán válogatott | Japán válogatott | Japán válogatott |
| Időszak          | Mérk.            | gól              |
| ---------------- | ---------------- | ---------------- |
| 1958             | 2                | 0                |
| 1959             | 8                | 0                |
| 1960             | 1                | 1                |
| 1961             | 3                | 0                |
| Összesen         | 14               | 1                |